# 26-й армейский корпус (вермахт)
26-й армейский корпус (нем. XXVI. Armeekorps) — сформирован 22 августа 1939 года, первоначально как армейский корпус «Водриг».

## Боевой путь корпуса
В сентябре-октябре 1939 года — участие в Польской кампании (в составе 3-й армии).
В мае-июне 1940 года — участие в захвате Нидерландов, Бельгии и Франции (в составе 18-й армии).
С 22 июня 1941 года — участие в германо-советской войне, в составе группы армий «Север».
Практически всей клайпедской группировке вермахта — 26-му армейскому корпусу — противостояла одна советская 10-я стрелковая дивизия.
Бои в Литве, Латвии, под Ленинградом.
В 1942—1943 годах — бои под Ленинградом.
В марте 1944 года — бои в районе Нарвы. Затем отступление в Литву, с сентября 1944 года — в Восточной Пруссии.
В 1945 году — бои в Восточной Пруссии, в апреле - в составе оперативной группы «Земланд».
Разгромлен в ходе Земландской наступательной операции 25 апреля 1945 года частями и соединениями советских войск Земландской группы войск 3-го Белорусского фронта.

## Состав корпуса
| В сентябре 1939: - 1-я пехотная дивизия - 12-я пехотная дивизия В июне 1940: - 34-я пехотная дивизия - 45-я пехотная дивизия В июне 1941: - 61-я пехотная дивизия - 217-я пехотная дивизия В январе 1942: - 93-я пехотная дивизия - 212-я пехотная дивизия - 217-я пехотная дивизия | В декабре 1943: - 61-я пехотная дивизия - 212-я пехотная дивизия - 227-я пехотная дивизия - 254-я пехотная дивизия В марте 1945: - 24-я танковая дивизия - 14-я пехотная дивизия - 349-я пехотная дивизия - 28-я егерская дивизия |

## Командующие корпусом
- С 22 августа 1939 — генерал артиллерии Альберт Водриг
- С 1 октября 1942 — генерал пехоты Эрнст фон Лейзер
- С 31 октября 1943 — генерал пехоты Карл Хильперт
- С 15 февраля 1944 — генерал пехоты Антон Грассер
- С 11 мая 1944 - генерал артиллерии Вильгельм Берлин
- С 15 июня 1944 - вновь генерал пехоты Антон Грассер
- С 6 июля 1944 — генерал пехоты Герхард Матцки